# Crassophyllum
Crassophyllum Tixier-Durivault, 1961 è un genere di ottocoralli pennatulacei della famiglia Pennatulidae.

## Tassonomia
Comprende le seguenti specie:
- Crassophyllum cristatum Tixier-Durivault, 1961
- Crassophyllum thessalonicae Vafidis & Koukouras, 1991